# Мынэстиря
Мынэстиря (рум. Mânăstirea)— деревня, расположенная в жудеце Васлуй в Румынии. Входит в состав коммуны Делешти.

## География
Деревня расположена в 274 км к северо-востоку от Бухареста, 15 км к западу от Васлуя, 52 км к югу от Ясс, 145 км к северу от Галаца.

## Население
По данным переписи населения 2002 года в селе проживали 184 человека.

### Национальный состав
| Национальность | Кол-во человек | Процент |
| -------------- | -------------- | ------- |
| Румыны         | 184            | 100 %   |

### Родной язык
| Язык      | Кол-во человек | Процент |
| --------- | -------------- | ------- |
| Румынский | 184            | 100 %   |